# Albi Dosti
Albi Dosti (Fushë Krujë, 13 settembre 1991) è un calciatore albanese, centrocampista del Peheim.

## Carriera

### Nazionale
Riceve la sua prima convocazione in nazionale maggiore il 5 giugno 2014, per la partita amichevole contro San Marino, partita nella quale fa il suo debutto al 70º entrando al posto di Armando Vajushi.

## Statistiche

### Presenze e reti nei club
Statistiche aggiornate al 28 ottobre 2017.
| Stagione        | Squadra         | Campionato      | Campionato | Campionato | Coppe nazionali | Coppe nazionali | Coppe nazionali | Coppe continentali | Coppe continentali | Coppe continentali | Altre coppe | Altre coppe | Altre coppe | Totale | Totale |
| Stagione        | Squadra         | Comp            | Pres       | Reti       | Comp            | Pres            | Reti            | Comp               | Pres               | Reti               | Comp        | Pres        | Reti        | Pres   | Reti   |
| --------------- | --------------- | --------------- | ---------- | ---------- | --------------- | --------------- | --------------- | ------------------ | ------------------ | ------------------ | ----------- | ----------- | ----------- | ------ | ------ |
| 2007-2008       | Teuta           | KS              | 1          | 0          | CA              | 0               | 0               | -                  | -                  | -                  | -           | -           | -           | 1      | 0      |
| 2008-2009       | Teuta           | KS              | 27         | 1          | CA              | 2               | 0               | -                  | -                  | -                  | -           | -           | -           | 29     | 1      |
| 2009-2010       | Teuta           | KS              | 12         | 3          | CA              | 4               | 0               | -                  | -                  | -                  | -           | -           | -           | 16     | 3      |
| 2010-2011       | Teuta           | KS              | 12         | 1          | CA              | 1               | 0               | -                  | -                  | -                  | -           | -           | -           | 22     | 1      |
| 2011-2012       | Teuta           | KS              | 25         | 1          | CA              | 6               | 0               | -                  | -                  | -                  | -           | -           | -           | 31     | 1      |
| 2012-2013       | Teuta           | KS              | 15         | 1          | CA              | 5               | 0               | UEL                | 2                  | 0                  | -           | -           | -           | 22     | 1      |
| 2013-2014       | Teuta           | KS              | 28         | 2          | CA              | 5               | 1               | UEL                | 2                  | 1                  | -           | -           | -           | 35     | 4      |
| 2014-2015       | Kukësi          | KS              | 17         | 0          | CA              | 5               | 2               | UEL                | -                  | -                  | -           | -           | -           | 22     | 2      |
| 2015-gen. 2016  | Montana         | A               | 12         | 0          | CB              | 2               | 0               | -                  | -                  | -                  | -           | -           | -           | 14     | 0      |
| gen.-giu. 2016  | Laçi            | KS              | 15         | 0          | CA              | 3               | 0               | UEL                | -                  | -                  | SA          | -           | -           | 18     | 0      |
| 2016-gen. 2017  | Sebenico        | 2. HNL          | 16         | 1          | CC              | 1               | 0               | -                  | -                  | -                  | -           | -           | -           | 17     | 1      |
| gen.-giu. 2017  | Bylis Ballsh    | KP              | 8          | 1          | CA              | 0               | 0               | -                  | -                  | -                  | -           | -           | -           | 8      | 1      |
| 2017-gen. 2018  | Teuta           | KS              | 8          | 1          | CA              | 1               | 0               | -                  | -                  | -                  | -           | -           | -           | 9      | 1      |
| Totale Teuta    | Totale Teuta    | Totale Teuta    | 128        | 10         |                 | 24              | 1               |                    | 4                  | 1                  |             | -           | -           | 156    | 12     |
| Totale carriera | Totale carriera | Totale carriera | 196        | 12         |                 | 35              | 3               |                    | 4                  | 1                  |             | -           | -           | 235    | 16     |

### Cronologia presenze e reti in nazionale
| Cronologia completa delle presenze e delle reti in nazionale ― Albania | Cronologia completa delle presenze e delle reti in nazionale ― Albania | Cronologia completa delle presenze e delle reti in nazionale ― Albania | Cronologia completa delle presenze e delle reti in nazionale ― Albania | Cronologia completa delle presenze e delle reti in nazionale ― Albania | Cronologia completa delle presenze e delle reti in nazionale ― Albania | Cronologia completa delle presenze e delle reti in nazionale ― Albania | Cronologia completa delle presenze e delle reti in nazionale ― Albania |
| Data                                                                   | Città                                                                  | In casa                                                                | Risultato                                                              | Ospiti                                                                 | Competizione                                                           | Reti                                                                   | Note                                                                   |
| ---------------------------------------------------------------------- | ---------------------------------------------------------------------- | ---------------------------------------------------------------------- | ---------------------------------------------------------------------- | ---------------------------------------------------------------------- | ---------------------------------------------------------------------- | ---------------------------------------------------------------------- | ---------------------------------------------------------------------- |
| 8-6-2014                                                               | Serravalle                                                             | San Marino                                                             | 0 – 3                                                                  | Albania                                                                | Amichevole                                                             | -                                                                      | 70’                                                                    |
| Totale                                                                 |                                                                        | Presenze                                                               | 1                                                                      |                                                                        | Reti                                                                   | 0                                                                      |                                                                        |